# 弗拉特韋爾群島
69°01′S 39°33′E / 69.017°S 39.550°E
弗拉特韋爾群島（挪威語：Flatvær）是南極洲的群島，位於呂佐夫-霍爾姆灣的東面入口處，距離南極洲沿岸4公里，最大島嶼是翁古爾島，該群島根據挪威探險隊的空中照片被繪入地圖。